# Néstor Osvaldo Gómez
Néstor Osvaldo Gómez, noto anche con lo pseudonimo di Nenè (Necochea, 4 ottobre 1941 – Scafati, 25 gennaio 2018), è stato un giocatore di biliardo argentino naturalizzato italiano, considerato uno dei più forti specialisti di tutti i tempi nell'internazionale 5 quilles.

## Biografia
Cominciò a giocare a biliardo a 13 anni, già dall'anno seguente riuscì a diventare un giocatore di prima categoria argentino. Successivamente vinse due titoli mondiali ed innumerevoli gare e titoli nazionali ed internazionali, dividendo la sua attività agonistica tra Argentina ed Italia. Trasferitosi in Italia, insegnò biliardo dapprima a Pompei, per poi spostarsi in Abruzzo. Muore il 25 gennaio 2018 a Scafati, dove aveva insegnato biliardo per tanti anni; il funerale venne celebrato il giorno dopo, nella Parrocchia di San Pietro Apostolo.

## Palmarès
- 1980 Campione del Mondo a Necochea Argentina
- 1982 Campione del Mondo a Loano Italia
- 1987 Vicecampione del Mondo a Milano (finale contro Carlo Cifalà)
- 2006 Campionato europeo per nazioni a Squadre
- 2007 Campionato italiano a Squadre  (Saint Vincent)
- 2015 Campione italiano a Coppie specialità Goriziana (Saint Vincent)
- 2016 Campione italiano a Coppie specialità Goriziana (Nova Gorica)
- 2017 Campione italiano Seniores Torino Italia

18 volte Campione Nazionale Argentino.
5 Coppe Intercontinentali